# 大江戸桜吹雪、八千両の舞
大江戸桜吹雪 八千両の舞（おおえどさくらふぶき・はっせんりょうのまい）は、1981年（昭和56年）9月29日に日本テレビ系列にて火曜日19時30分から20時54分に放映されたテレビ時代劇。

## 概要
本作は杉良太郎が『新五捕物帳』の駒形の新五と、『遠山の金さん』の遠山金四郎景元(金さん)の二役で登場するスペシャル時代劇。
当時放送中の『新五捕物帳』のレギュラー放送枠を一時間半に拡大したスペシャル版で『新五捕物帳』の登場人物も多数登場しているが、本作は別の単発作品扱いされている。

## キャスト
- 遠山左衛門尉景元(金さん）/駒形の新五：杉良太郎（二役)
- 銀次：岡本信人
- 茂平：田中春男
- おとよ：都家かつ江
- 清吉：鈴木ヤスシ
- 同心・吉井：玉川伊佐男
- おその：清水めぐみ
- お絹：佐藤あさみ
- 西琳寺宮一空法親王：岩井半四郎 ※特別出演
- 沙小路内膳正：高松英郎
- 与力大沢：入川保則
- 花子内親王（法親王の妹宮)：淡島千景
- 芸者：松本留美
- 芸者：京春上
- 蜂矢十郎：北村総一郎
- 酒井但馬守（老中）：浜田寅彦
- 秋元近江守（老中）：北原義郎
- 堀田豊前守（老中）：松下達夫
- 侍僧知念：上田忠好
- 初波：江利チエミ ※特別出演

## 主題歌
- エンディング「明日の詩」作詞：いではく、作曲：遠藤実、歌：杉良太郎

## スタッフ
- 原作：陣出達朗
- プロデューサー：増井正武、佐々木太郎、森田義一
- 制作担当：長谷川朝次郎
- 進行主任：木村貴司
- 脚本：山野四郎
- 音楽：津島利章
- ナレーター：納谷悟朗
- 監督：高橋繁男

- 制作協力：杉友プロダクション
- 製作：ユニオン映画